# 学園木花台桜
学園木花台桜（がくえんきばなだいさくら）とは、宮崎県宮崎市内の地名。木花地域自治区に属している。学園木花台桜1丁目～2丁目が置かれている。住居表示未実施。郵便番号は889-2154。

## 地理
宮崎市の中南部に位置する。宮崎大学を核とした宮崎学園都市整備事業と連動して宮崎市施行により住宅地区として整備した「車坂・山下土地区画整理事業」施行地区のほぼ全域をもって、1996年11月2日に発足した地名である。学園木花台西、学園木花台南、加江田と接する。
宮崎大学木花キャンパスからみて東側を南北に通る宮崎県道376号学園木花台加江田線沿線が学園木花台桜一丁目、南側を東西に通る宮崎県道339号塩鶴木崎線沿線が学園木花台桜二丁目となる。

## 世帯数と人口
2023年（令和5年）6月1日現在の世帯数と人口は以下の通りである。
| 町丁              | 世帯数  | 人口  |
| ----------------- | ------- | ----- |
| 学園木花台桜1丁目 | 589世帯 | 913人 |
| 学園木花台桜2丁目 | 550世帯 | 951人 |

## 小・中学校の学区
市立小・中学校に通う場合、学区は以下の通りとなる。
| 町名         | 小学校                   | 中学校             |
| ------------ | ------------------------ | ------------------ |
| 学園木花台桜 | 宮崎市立学園木花台小学校 | 宮崎市立木花中学校 |

## 交通

### 道路
- 宮崎県道339号塩鶴木崎線
- 宮崎県道376号学園木花台加江田線（都市計画道路熊野通線[8]）

### バス
学園木花台桜の区域内にはバス路線は運行されていない。最寄りのバス停は宮崎交通の「タウンセンター」もしくは「木花台3丁目」であり、主に「宮崎駅・宮交シティ - 宮崎大学」系統のうち「木花経由」のバスが停車する。なお、宮崎大学構内にある「宮崎大学」バス停には「清武経由」「まなび野経由」系統のバス路線も停車する。
かつてはコミュニティバスの木花巡回バスが運行されていたが、廃止後は乗合タクシー「このはな号」へ転換されている。

## 施設
- 九州電力送配電青島変電所